# Wiktor Borszcz
Wiktor Nikołajewicz Borszcz (ros. Виктор Николаевич Борщ, ur. 9 września 1948. zm. 30 lipca 2025) – rosyjski siatkarz, reprezentant Związku Radzieckiego, medalista letnich igrzysk olimpijskich i mistrzostw świata.

## Życiorys
Borszcz w reprezentacji Związku Radzieckiego grał w latach 1972-1974. Wystąpił na igrzyskach olimpijskich 1972 w Monachium. Zagrał wówczas w sześciu z siedmiu turniejowych meczów, w tym w wygranym pojedynku o brąz z reprezentacją Bułgarii. Wraz z reprezentacją zajął 2. miejsce podczas mistrzostw świata 1974 w Meksyku.
Był zawodnikiem klubów Spartak Moskwa, Dinamo Moskwa (do 1970) i CSKA Moskwa (1970-1978). Dziewięciokrotnie zdobywał mistrzostwo ZSRR w latach 1970–1978. Jest czterokrotnym zwycięzcą Pucharu Europy Mistrzów Klubowych z lat 1973, 1974, 1975 i 1977. Karierę sportową zakończył w 1978.
Po zakończeniu kariery zawodniczej pracował jako trener. W latach 1979–1986 był trenerem męskiej drużyny Iskra Odincowo, a w latach 1986-1993 żeńskiej sekcji CSKA Moskwa. Od 1993 pracuje jako trener w zespołach niemieckich.
Za osiągnięcia sportowe został wyróżniony tytułami Zasłużony Trener RFSRR w 1989 i Zasłużony Mistrz Sportu Rosji.